# Референдумы на оккупированных территориях Украины (2022)
```

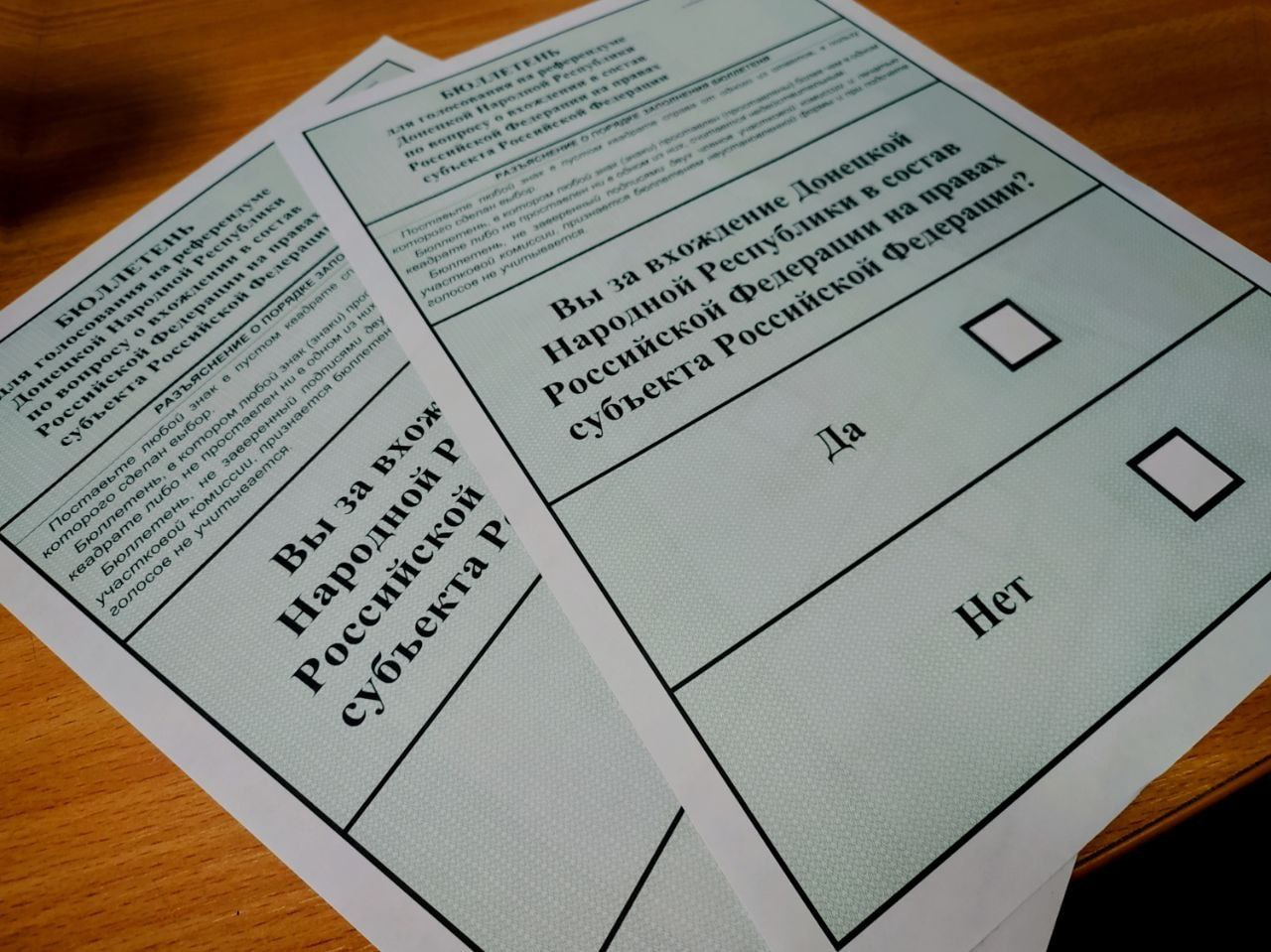
Бюллетени для голосования в ДНР

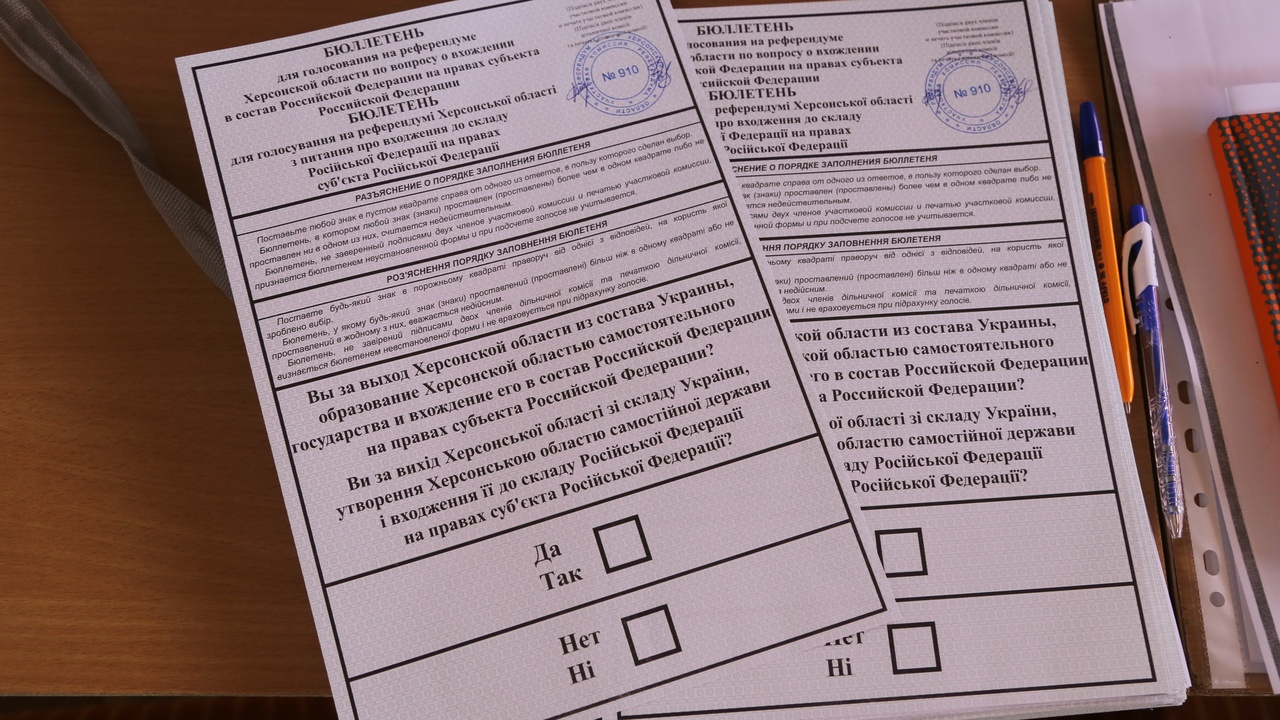
Бюллетени для голосования на оккупированной части Херсонской области

Рефере́ндумы на оккупи́рованных террито́риях Украи́ны
 о вхождении в состав РФ были проведены Россией 23—27 сентября 2022 года на 
оккупированных ею частях четырёх областей Украины
. РФ не имела полного контроля ни над одной из названных областей: 
Донецкая
 была оккупирована на 60 %
[
1
]
, а в 
Запорожской
 российские войска не контролировали более половины территории, включая её административный центр — город 
Запорожье
[
2
]
.
```

Во всех населённых пунктах мероприятия проводились по одному сценарию: без гарантии конфиденциальности и в сопровождении вооружённых людей.
После проведения референдумов, 30 сентября Россия объявила об аннексии данных регионов и эскалировала войну на Украине.
С правовой точки зрения проведённые референдумы фиктивны и не имеют юридической силы.
С самого начала полномасштабного вторжения на Украину аннексия ранее оккупированных территорий Донецкой и Луганской областей Украины (в форме самопровозглашённых марионеточных ДНР и ЛНР), а также захваченных Херсонской, Харьковской и Запорожской областей была частью российского плана.
Референдумы неоднократно откладывались из-за неудач на фронте (с апреля на май, затем на сентябрь). После стремительного контрнаступления вооружённых сил Украины на харьковском направлении 20 сентября оккупационные власти на территории Украины почти одновременно объявили о проведении референдумов, а на следующий день Владимир Путин объявил в России мобилизацию.
Референдумы осудили часть участников ООН и множеством стран как нарушающие международное право.
По словам главы ООН по политическим вопросам Розмари ДиКарло, «референдумы» не имеют ничего общего со свободным, демократическим волеизъявлением людей. Они были проведены в условиях российского террора, психологического давления и преследования украинских граждан и активистов, которых оккупационная власть бросала и продолжает бросать в тюрьмы, пыточные и фильтрационные лагеря.

## Предыстория
Россия ранее использовала референдумы для оправдания аннексии территорий Украины. В 2014 году она наскоро провела референдум в Крыму, который затем был использован для оправдания аннексии Крыма.
В условиях полного доминирования российских СМИ жителям ДНР и ЛНР обещали включение регионов в состав России по аналогии с Крымом. Как в 2014 году предполагал директор Донецкого института социальных исследований и политического анализа, от референдумов о присоединении было решено отказаться из-за малой поддержки присоединения к России: за неё выступали только 35 %, в то время как 65 % видели себя в составе Украины.
В контексте вторжения на Украину в 2022 году официальные российские лица заговорили о присоединении ещё до ввода войск: 21 февраля в ходе заседания Совета безопасности России Сергей Нарышкин прямо поддержал их вхождение в состав РФ. Оговорка породила множество слухов о реальности этого плана. Позднее о планах проведения референдумов сообщали главы ДНР и ЛНР Денис Пушилин и Леонид Пасечник, но с оговоркой о проведении голосований после окончания войны.
В Херсонской области слухи о создании «Херсонской народной республики» или аннексии появились сразу после оккупации. Херсонцы отреагировали на них многотысячными митингами под лозунгом «Херсон — это Украина», которые закончились только после массовых репрессий — похищений и пыток недовольных, о которых рассказывал, в частности, местный журналист Олег Батурин. Оккупационные власти Харьковской области исключали формальное голосование до оккупации Россией всего региона. Назначенные российскими военными власти Запорожской области в августе подписали распоряжение о подготовке к референдуму. Однако фактически решение о проведении референдумов не находилось в компетенции местных властей, а принималось в администрации президента России.
Президент Украины Владимир Зеленский подчёркивал, что проведение референдумов на оккупированных территориях закроет для России возможности для переговоров. Вице-премьер Украины Ирина Верещук добавляла, что участие украинских граждан в этих голосованиях будет расценено как коллаборационизм, который карается лишением свободы на срок до 12 лет с конфискацией имущества.

### Общественное мнение
Публичной независимой статистики об отношении к референдумам на оккупированных территориях не было. По данным закрытых опросов, проведённых по заказу российских властей в июле 2022 года на оккупированных территориях Запорожской и Херсонской областей, только 30 % опрошенных поддержали присоединение к России. Но собеседники «Медузы» в российском руководстве не видели проблемы в низкой поддержке и планировали получить необходимый процент голосов административными методами.

## Предпосылки
Аннексия территорий Украины через референдумы было неотъемлемой частью плана Владимира Путина, хотя в президентской администрации не поддерживали присоединение депрессивных регионов. Даты проведения референдумов были завязаны на успехи российского вторжения: например, референдумы в ДНР и ЛНР собирались провести после полной оккупации Донецкой и Луганской областей. Однако неудачи на фронте постоянно вынуждали Россию сдвигать даты голосований и пересматривать сценарий их проведения.
Референдумы перенесли с конца апреля на середину мая, а затем сразу на единый день голосования 11 сентября 2022 года (издание «Вёрстка» озвучивало альтернативную дату — 14 сентября). Когда российское наступление на востоке Украины забуксовало, референдумы в ДНР и ЛНР было решено отложить. От альтернативного плана голосования только в Херсонской и Запорожской областях пришлось отказаться из-за начала контрнаступления ВСУ в Херсонской области. 7 сентября секретарь генерального совета «Единой России», первый вице-спикер Совета Федерации Андрей Турчак объявил «единый дедлайн» для всех референдумов — День народного единства 4 ноября 2022 года (параллельно президентская администрация рассматривала альтернативные варианты в конце осени и декабре—январе), но финальное решение оставалось за Владимиром Путиным.
По ходу войны референдумы приобретали всё большее значение для российских властей. Они опасались, что без военных побед внимание россиян сместится на экономические последствия вторжения. Постоянные переносы дат референдумов деморализовывали сторонников войны, а власти рассчитывали с их помощью добиться народной поддержки, как это произошло после аннексии Крыма в 2014 году. Наконец, референдумы рассматривались как символическое начало президентской кампании Владимира Путина на выборах 2024 года.
При этом среди российских силовиков, включая сотрудников ФСБ и Росгвардии на оккупированных территориях, сложилось мнение о референдумах как о пустой трате сил и средств. Среди публичных лиц за аннексию востока и юга Украины без референдумов выступал российский глава аннексированного Крыма Сергей Аксёнов, который указал, что результаты референдума всё равно не будут признаны международным сообществом.
После успеха украинского контрнаступления в Харьковской области, в ходе которого ВСУ вернула под контроль ключевые населённые пункты и логистические узлы, российские власти на неопределённый срок отказались от идеи проведения референдумов. Собеседники «Медузы» отметили, что российские политтехнологи, работавшие в Харьковской и Запорожской областях, поспешно уехали в Россию. Пресс-секретарь президента России не прокомментировал сроки возвращения к идее референдумов.
Политический обозреватель «Медузы» Андрей Перцев предположил, что спешно объявленные в сентябре голосования были призваны легитимизировать непопулярную мобилизацию и укрепить поддержку среди пророссийски настроенных жителей и местных чиновников. Также Перцев отметил, что в ходе самита ШОС Путин вместо поддержки получил от лидеров Турции и Китая настоятельные рекомендации завершить войну, что могло подтолкнуть его быстрее провести голосования для создания видимости всенародной поддержки.

## Причины
Военные аналитики связывали решение о проведении «референдумов» со слабостью РФ на поле боя. Объявлению о референдумах предшествовало быстрое продвижение украинской армии, которая разгромила войска РФ на харьковском направлении и находилась в наступлении на востоке и юге. Согласно оценкам аналитиков, Россия потеряла тогда десятки тысяч военнослужащих, объявила мобилизацию для набора новых солдат, и сталкивалась со всё возрастающим негативом из-за своего длительного вторжения.
Как сообщала Meduza, присоединение территорий было личным желанием Владимира Путина, а подготовкой референдумов занимались люди из его администрации. «Референдумы» планировалось увязать с успехами в войне, но из-за неудач на фронте их проведение каждый раз переносилось (с апреля на май, затем на сентябрь и на ноябрь), а после начала успешного контрнаступления ВСУ в Харьковской области проведение мероприятий отложили на неопределённый срок. Подобный постановочный референдум планировался и в оккупированной части Харьковской области, но Украина отвоевала большую её часть.

## Организация референдумов
Подготовка референдумов и формирование нового имиджа России после аннексии украинских территорий были вверены первому замглавы Администрации президента Сергею Кириенко. Под его руководством был сформулирован образ для внешней аудитории — Россия как «континент свободы» для сторонников правых идеологий со всего мира.
Как сообщала «Медуза», организацией референдумов занималось Управление по обеспечению дел Госсовета России под руководством Александра Харичева — приближённого Кириенко. Непосредственно голосования курировал заместитель Харичева Борис Рапопорт, который считается кризисным менеджером и специализируется на проблемных избирательных кампаниях, а с 2014 года вместе с Владиславом Сурковым занимался делами ДНР и ЛНР. Главным технологом и координатором референдумов выступал вице-губернатор Севастополя Сергей Толмачёв (Алексей Навальный называл его организатором нападения девушек в латексном белье на штаб в Москве после выхода расследования ФБК о связи олигарха Олега Дерипаски с заместителем председателя правительства России Сергея Приходько).
Рапопорт также подбирал сотрудников и политтехнологов с опытом работы с оппозицией на роли «политруков» в оккупационных администрациях. Как отмечали источники «Медузы», несмотря на зарплаты до 1—2 млн рублей в месяц, ехать на оккупированные территории были готовы немногие. На ключевые посты в правительствах ДНР и ЛНР в рамках подготовки к референдумам были назначены чиновник Минпромторга Виталий Хоценко и бывший вице-губернатор Курганской области Владислав Кузнецов. По информации собеседника издания, российские власти планировали в скором времени снять Дениса Пушилина и Леонида Пасечника и заменить на полностью подконтрольных функционеров.
По информации «Медузы», российские власти планировали проводить референдумы под слоганом «Вместе с Россией» (он появлялся в агитации в Запорожской области, а в Херсоне прошёл одноимённый форум). Альтернативный слоган «Новая Россия», который подразумевал «новое качество» и более сильную Россию, не понравился Владимиру Путину и членам Совета Безопасности. За агитационную подготовку к референдумам отвечала группа «ИМА-Консалтинг», связанная с первым замглавы администрации президента Алексеем Громовым.
Как отмечали источники «Медузы», спешное решение о проведении референдумов 23—27 сентября было принято Путиным под влиянием высокопоставленных представителей силового блока. При этом Кириенко и его команду фактически отстранили от процесса, а ответственными за голосования были назначены оккупационные администрации и российские спецслужбы, которым требовалось просто обеспечить нужное число голосов за. Сами референдумы собеседники «Медузы», близкие к российским властям, назвали «ритуалом с известным результатом».
Иностранные наблюдатели, присутствовавшие на референдумах, нарушили многочисленные международные принципы наблюдения за выборами и занимались не чем иным, как политическим активизмом. Они не получили приглашения Украины для наблюдения за референдумами, как минимум один из них находился в списке «поддельных» и «предвзятых» наблюдателей от «Европейской платформы за демократические выборы», а набирались они, как и в случае с референдумом об аннексии Крыма, из числа связанных с российскими сетями влияния на Западе политиков, журналистов и активистов.

## Ход голосования

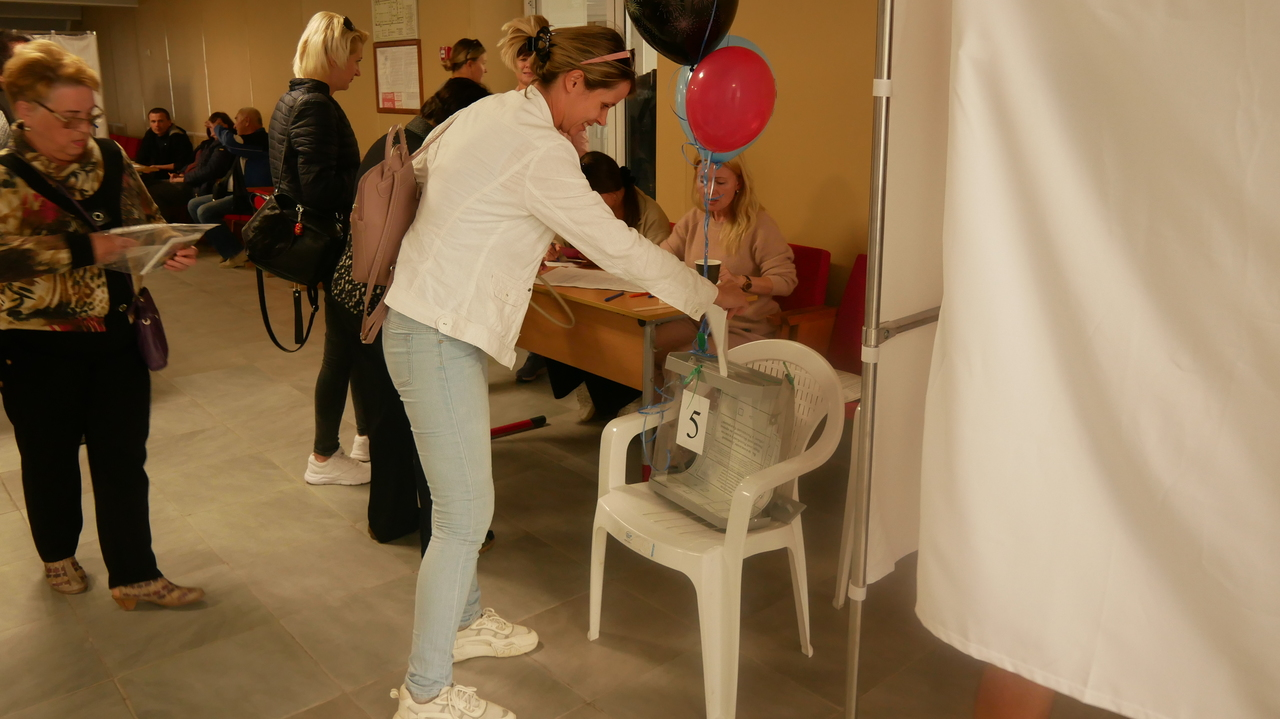
Выездное голосование в аннексированом Крыму, 26 сентября 2022 года

«Референдумы о вхождении в состав Российской Федерации» ДНР, ЛНР и оккупированных частей Херсонской и Запорожской областей прошли 23—27 сентября 2022 года.
Оккупационные администрации принуждали людей к голосованию: основным способом сбора голосов был поквартирный обход в сопровождении российских военных. Жители опасались голосовать против или даже отказываться от участия в референдумах. Жительница Энергодара засвидетельствовала случай, когда солдаты сами заполняли бюллетени на основании устного опроса.
В освобожденном Украиной после «референдума» селе Шевченковка Херсонской области все опрошенные журналистами местные жители сказали, что не голосовали за «присоединение» к России. Некоторые подозревают, что, несмотря на это, солдаты записали их голоса как «да». Некоторые боялись, что их застрелят, если они не проголосуют.

## Заявленные результаты голосования
27 сентября 2022 года ЦИК РФ заявила о следующих результатах «референдумов»: в ДНР за присоединение к России якобы составило 99,23 %, в ЛНР — 98,42 %, в Херсонской области — 87,05 %, в Запорожской — 93,11 %. Реальное число проголосовавших неизвестно: Россия не контролировала полностью ни один из регионов, а из многих населённых пунктов на оккупированной территории уехало большинство жителей (так, из посёлка Новотошковское, где до начала войны жили более 2000 человек, остались всего 10).

## Оценки

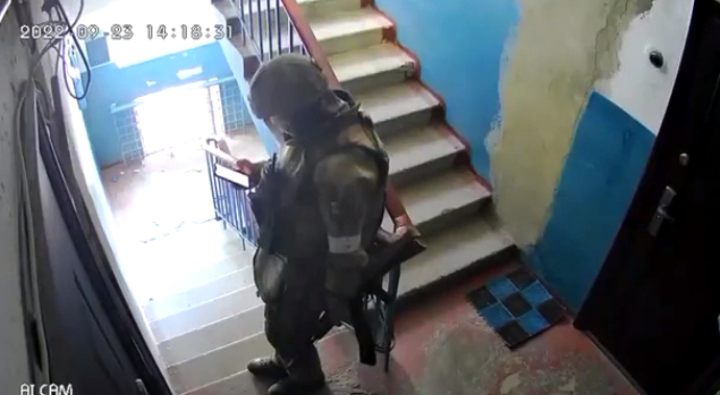
Российский военнослужащий, сопровождающий членов «избирательной комиссии» при голосовании на дому

Как отмечали журналисты Русской службы Би-би-си, российские власти аннексировали оккупированные территории Украины к России на основе того же конституционного закона «О порядке принятия в РФ и образования в ее составе нового субъекта РФ», который использовался и в 2014 году для аннексии Крыма. При этом референдумы на оккупированных территориях Украины, как и крымский референдум 2014 года, противоречили как российскому, так и украинскому законодательству. Так, согласно законодательству РФ, организовать и провести референдум можно было минимум за четыре месяца, а статья 73 украинской Конституции оговаривала, что вопрос об изменении территории страны может решаться лишь на всеукраинском референдуме.
Референдумы также были сфальсифицированы и нелегитимны: они прошли без полноценного обсуждения среди граждан, а пассивная пропаганда и агитация в непродолжительный период между объявлением и проведением референдумов была недостаточна, чтобы считаться информированием или открытой дискуссией. В Запорожской и Херсонской областях граждан Украины заставили отвечать на три вопроса под видом одного: «Вы за выход Запорожской области из состава Украины, образование Запорожской областью самостоятельного государства и вхождение её в состав Российской Федерации на правах субъекта Российской Федерации?» — это также нарушает устоявшиеся традиции и правила референдумов.
Редактор издания Republic Михаил Минаков отмечал, что недостоверность результатов референдумов противоречила даже минимальным стандартам «легализма», которых ранее придерживались российские власти. Эксперт Международной кризисной группы Олег Игнатов говорил, что «„референдумы“ и последующее присоединение украинских территорий к России обернётся прецедентом, когда аннексированными окажутся ещё не захваченные территории».
Издание Meduza вспомнило другие случаи использования референдумов и голосований для захвата чужих территорий. Наиболее известные из них — аншлюс — аннексия нацистской Германией Австрии перед Второй мировой войной, выборы в балтийских странах перед их аннексией СССР.
Профессор международного права юридической школы университета Джорджии Диана Мари Аманн отметила, что заявления России о соответствии проведённых референдумов Уставу ООН не соответствуют действительности, так как право народов на самоопределение, предписанное Уставом ООН, является ограниченным и должно реализовываться изначально мирными средствами, чего не было в случае с Украиной и «русским этносом».
Политолог Eleanor Knott считает, что одним из последствий незаконных «референдумов» и последовавшей аннексии был подрыв легитимности и обесценивание крымского референдума 2014 года и российской аннексии Крыма.

## Последствия
30 сентября 2022 года российские власти объявили об аннексии оккупированных территорий Украины в границах регионов Украины (искл. Херсонская область, к которой присоединилась часть подконтрольной России Николаевской области), захватив при этом лишь часть. При этом формальные процедуры были запланированы на начало октября.
Одним из ответов международного сообщества на проведение референдумов стал восьмой пакет санкций ЕС, включающий дополнительные запреты на импорт российской продукции и экспорт технологий, а также закладывающий правовую основу для ограничения цен на российскую нефть.

## Реакция
Многие эксперты и представители международного сообщества считают референдумы нелегитимными, называя их «фальшивыми» (sham), «так называемыми референдумами», «псевдореферендумами», а также «медийными упражнениями».

### Международные организации
- Генеральный секретарь ООН Антониу Гутерриш назвал референдумы «нарушением Устава ООН и международного права»[66]. Генеральная Ассамблея ООН приняла резолюцию, осуждающую Россию за организацию референдумов и аннексию территорий Украины[67][68].
- ОБСЕ назвала референдумы незаконными, поскольку они нарушают украинское законодательство и международные стандарты и проводятся в зоне боевых действий[69].
- Генеральный секретарь НАТО Йенс Столтенберг написал в Твиттере: «Фальшивые референдумы не имеют легитимности и не меняют характер агрессивной войны России против Украины. Это дальнейшая эскалация войны Путина»[70].
- Верховный представитель Союза по иностранным делам и политике безопасности ЕС Жозеп Боррель заявил: «Европейский Союз решительно осуждает эти запланированные незаконные „референдумы“, которые идут против законных и демократически избранных украинских властей»[71][72].

### Государства
- Государственный советник и министр иностранных дел Китая Ван И заявил, что необходимо уважать суверенитет и территориальную целостность всех стран[73].
- Президент Франции Эмманюэль Макрон заявил, что страна не признаёт результаты референдумов[74].
- Федеральный канцлер Германии Олаф Шольц раскритиковал идею проведения Россией референдумов на оккупированных территориях Украины[75].
- Индия выразила поддержку суверенитета и территориальной целостности Украины[76].
- Федеральный совет Швейцарии заявил, что Россия как оккупирующая держава обязана в соответствии с международным правом соблюдать международное гуманитарное право, права человека и существующую украинскую правовую систему, и что оккупирующая держава не получает суверенитета над территорией. Швейцария не признаёт результаты референдума. Федеральный департамент иностранных дел вызвал российского посла Сергея Гармонина, чтобы передать позицию Швейцарии[77].
- Президент Турции Реджеп Тайип Эрдоган поддерживает конструктивные отношения как с НАТО, так и с Россией, но осудил попытку незаконного референдума, сделав публичное заявление, в котором говорилось: «Такие незаконные свершившиеся факты не будут признаны международным сообществом. Наоборот, они осложнят усилия по оживлению дипломатического процесса и усугубят нестабильность»[78].
- Министр иностранных дел Великобритании Джеймс Клеверли заявил, что у Великобритании есть доказательства того, что российские официальные лица уже установили цели для «выдуманной явки избирателей и уровня одобрения этих фальшивых референдумов»[79].
- Президент США Джо Байден по поводу референдума заявил, что это «фальшивый» референдум об аннексии уже оккупированных Россией территорий на востоке Украины[80].
- Глава МИД Сербии Никола Селакович заявил, что Сербия не признаёт референдумы, так как они противоречат статуту ООН и принципам международного права с одной стороны, а с другой — внутренней политике Сербии, направленной на сохранение территориальной целостности и суверенитета[81]. Позднее президент Сербии Александр Вучич официально заявил, что Сербия не признает результаты «референдумов на частично оккупированных территориях»[82].
- Официальный представитель МИД Казахстана Айбек Смадияров заявил, что Казахстан не признаёт референдумы о присоединении к России новых украинских территорий. Он напомнил про международное право и устав ООН, в которых также сказано про территориальную целостность государств и ответственности стран за поддержание мира[83][84][85].
- МИД Грузии осудил референдумы, подтвердив поддержку суверенитета и территориальной целостности Украины[86].
- В Министерстве иностранных дел и европейской интеграции Молдовы заявили, что Молдова «решительно осуждает так называемые плебисциты, незаконно организованные Российской Федерацией в оккупированных территориях Херсонской, Запорожской, Донецкой и Луганской областях, которые представляют собой грубое нарушение основополагающих принципов международного права»[87].
- «Израиль признаёт суверенитет и территориальную целостность Украины и не признаёт результаты референдумов в восточных округах». Такое заявление сделал 27 сентября 2022 МИД Израиля по поводу прошедшего референдума[88].
- Постоянный представитель Бразилии при ООН Роналдо Коста Филью заявил, что «неразумно предполагать, что население в районах конфликта может свободно выражать свою волю»[23].
- Постоянный представитель Мексики при ООН Хуан Рамон де ла Фуэнте заявил, что любая попытка изменить границы Украины с помощью угроз и других средств нарушает международное право[23].
- Мохаммед Абушахаб, заместитель постоянного представителя Объединенных Арабских Эмиратов при ООН, заявил, что референдумы на оккупированной Россией территории Украины осложнят мирные переговоры между Россией и Украиной[23].
- Министр иностранных дел Чехии Ян Липавский отверг «одностороннюю аннексию» в ходе «полностью сфальсифицированной процедуры, не имеющей легитимности»[89].
- Премьер-министр Италии Марио Драги в телефонном разговоре с президентом Украины Владимиром Зеленским заявил, что его страна никогда не признает незаконные референдумы[89].
- Премьер-министр Дании Метте Фредериксен написала в «Твиттере», что её страна «никогда не признает никаких попыток аннексии»[89].
- Министр иностранных дел Эстонии Урмас Рейнсалу сообщил: «Мы никогда не признаем результаты юридически ничтожных российских „референдумов“ и незаконную аннексию территорий Украины»[90].
- МИД Узбекистана заявил, что Республика Узбекистан неизменно привержена уважению территориальной целостности других государств[91].
- МИД Ирана в контексте «референдумов» заявил о «необходимости полного соблюдения принципа территориальной целостности стран»[92].
- Президент Польши Анджей Дуда заявил, что референдумы ничего не стоят и Польша не признаёт их результаты[93].
- Гарольд Адлай Агьеман, посол и постоянный представитель Ганы при ООН в Нью-Йорке, заявил, что международное сообщество «не может продолжать жить в параллельных вселенных», и призвал Россию уважать суверенитет Украины[23].
- Министерство иностранных дел КНДР сообщило, что страна поддерживает аннексию украинских территорий, признав референдумы[94].